# Garat (Guignon)
Der Garat ist ein Fluss in Frankreich, der im Département Nièvre in der Region Bourgogne-Franche-Comté verläuft.

## Verlauf
Er entspringt im Gemeindegebiet von Saint-Léger-de-Fougeret, entwässert in einem Bogen von Nord über West nach Süd durch ein dünn besiedeltes Gebiet im Regionalen Naturpark Morvan und mündet nach rund 21 Kilometern im Ortsgebiet von Moulins-Engilbert als rechter Nebenfluss in den Guignon.

## Orte am Fluss
Anmerkung: Reihenfolge in Fließrichtung
- Tilleul, Gemeinde Saint-Léger-de-Fougeret
- Moulins-Engilbert